# Valentin Huot
Valentin Huot (Creyssensac-et-Pissot, 1º maggio 1929 – Manzac-sur-Vern, 21 novembre 2017) è stato un ciclista su strada francese.

## Carriera
Professionista dal 1953 al 1962, si aggiudicò il Bretagne Classic Ouest-France nel 1956, e due campionati francesi, nel 1957 e nel 1958.

## Palmarès

### Strada
- 1955

Tour della Corrèze
- 1956

Bretagne Classic Ouest-France
Boucles de l'Aulne
- 1957

Campionati francesi di ciclismo su strada
- 1958

Campionati francesi di ciclismo su strada
- 1960

Classifica generale Grand Prix du Midi Libre